# Сабр
Сабр (араб. صبر — терпіння, стійкість), в ісламі – терпіння при виконанні релігійних обов‘язків, утриманні від забороненого, завзятості в Священній війні, вдячності і т.д. Коран наставляє мусульман бути терплячими та стійко переносити всі тяготи життя.